# Rocchetta e Croce
 Rocchetta e Croce  község (comune) Olaszország Campania régiójában, Caserta megyében.

## Fekvése
A megye központi részén fekszik, Nápolytól 45 km-re északra, Caserta városától 25 km-re északnyugati irányban. Határai: Calvi Risorta, Formicola, Giano Vetusto, Pietramelara, Riardo és Teano.

## Története
A 11. században alakult ki, valószínűleg egy szaracénok által elpusztított római kori település helyén. A következő századokban nemesi birtok volt. A 19. században nyerte el önállóságát, amikor a Nápolyi Királyságban felszámolták a feudalizmust.

## Népessége
A népesség számának alakulása:

## Főbb látnivalói
- Santissima Annunziata-templom
- Santissimo Salvatore-templom
- egy ókori templom romjai (valószínűleg Minerva tiszteletére épült)